# 등칡
등칡(학명: Aristolochia manshuriensis)은 한국, 중국, 동시베리아에 분포하는 낙엽성 덩굴식물로 산골짜기에서 자란다. 줄기 길이가 10m 정도에 이른다. 잎은 둥그스름하고 끝이 뾰족하며, 밑이 움푹 패여 있다. 잎 가장자리는 밋밋하다. 꽃은 5월에 잎겨드랑이에서 한 송이씩 피는데, 형태가 U자형으로 꼬부라진 통 모양이고 꽃 가장자리가 세 갈래로 갈라졌다. 열매는 긴 타원형으로 씨방이 여러 개이며, 9-10월에 익고 말라서 쪼개진다. 번식은 씨로 한다. 등칡은 추위, 건조, 공해, 염분 따위에 모두 강하므로 도시나 바닷가에서도 잘 자란다. 꽃이 매우 향기롭고 모양도 독특해서 관상식물로 심기도 한다. 한방에서는 열, 통증, 이뇨, 구염, 신장병, 술독 등에 약으로 쓴다.